# Treo 650
Referencias
El teléfono Palm Treo 650 es un Teléfono inteligente (híbrido entre teléfono móvil y PDA), para muchos aficionados es el mejor modelo que existe de híbrido. Entre las características a destacar esta el teclado tipo QWERTY y su memoria no volátil que impide que se pierdan los datos si nos quedamos sin batería, se puede expandir su memoria interna con tarjetas de expansión.
Es el sucesor del Treo 600 y entre las mejoras respecto de su antecesor destacan la mejora de resolución de 160*160 a 320*320 y la inclusión de Bluetooth
El Treo 650 ha sido por varios años el rey de los teléfonos inteligentes pero actualmente Palm, Inc. ha desarrollado nuevos modelos que son competencia directa del Treo 650, los Treo 700w, 700wx y Treo 750w que no tienen sistema operativo Palm OS sino Windows Mobile y los Treo 700p y Treo 680 estos si con el sistema operativo Palm OS y algunas mejoras con respecto al Treo 650 aunque este modelo está creando polémica en los foros especializados puesto que aun siendo un modelo posterior al Treo 600 mejora en poco las características de Treo 650.

## Especificaciones técnicas
- CPU: Intel PXA270 a 312 MHz.
- RAM: 32 MB, 23 MB disponibles para el usuario.
- Alimentación eléctrica: Batería de iones de litio, hasta 6 horas de tiempo de conversación y 12 días y medio de tiempo en espera. Tipo 157-10014-00 Oem Batería.
- Sistema operativo: Palm OS 5.4.8
- Carcasa: 113 x 59 x 23 mm (4,4 x 2,3 x 0,9 pulgadas), 178 gramos.
- Pantalla: Pantalla táctil TFT LCD QVGA, color 16 bits (65,536 colores por pantalla), retroiluminada con una resolución de 320x320 píxeles.
- Expansión: una ranura para tarjetas Secure Digital/Multi Media Card, con capacidad SDIO.
- Sonido: RealPlayer incluido (requiere una tarjeta de memoria SD, que se vende por separado).
  - Reproductor de MP3.
  - Toma minijack de auriculares de 2,5 mm compatible con sonido estéreo (requiere de un adaptador a 3,5 mm para usar los comunes).
  - Altavoz de manos libres
  - Tonos MIDI polifónicos

- Cámara digital :
  - Resolución VGA con 640 x 480 (0,3 megapíxels) y equilibrado de luz automático.
  - Zoom 2x
  - Espejo para autorretratos
  - Graba vídeo

- Teclado: completo QWERTY de 35 teclas, iluminado con teclado numérico, Botón navegador de cinco direcciones, cuatro teclas de acceso a aplicaciones y 2 teclas de descolgar/colgar
  - Bloqueo de teclas
  - Botón lateral personalizable
- Características adicionales:
  - Botón exterior de encendido/silencio del timbre
  - Modo de vibración
  - Lápiz táctil
  - Puerto de infrarrojos

## Distribuidores
En España tenemos varios distribuidores, teniendo en cuenta que el Treo 650 no es un teléfono barato lo podemos encontrar en la tienda de Palm, Inc., en Vodafone y en Movistar, así como en algunas tiendas de informática de venta en línea.
En Perú se puede adquirir este equipo en cualquier centro autorizado de la compañía Claro o en una sucursal de Palm, Inc. en Perú.

## Curiosidades
Como curiosidad el Treo 650 lo podemos ver en diferentes series de TV y películas algunas se detallan a continuación.
- Sobrenatural (Supernatural) Serie de TV uno de los protagonistas tiene como teléfono un Treo 650.
- Smallville Serie de TV, Lex Luthor y Chloe tienen como teléfono el Treo 650.
- 24 Jack Bauer utiliza repetidamente este teléfono como detonador remoto, visor de imágenes de satélite.
- CSI: New York es el teléfono de todo el equipo de forenses.
- Operación Threshold (Threshold) Serie de TV en una de las escenas de uno de los capítulos una niña usa un Treo 650.
- Serpientes en el avión (Snake On A Plane) uno de los pasajeros graba las serpientes con un Treo 650.
- El último accidente de aviación ocurrido en Nueva York fue grabado y retransmitido con un Treo 650.
- En High School Musical una de las protagonistas Gabriela Montez (Vanessa Hudgens) tiene un Treo.
- En ER, Luka le muestra a Abby un vídeo de su bebé recién nacido tomado con su Treo 650.
- En la película/documental "Una Verdad Incómoda" (An Inconvenient Truth) Al Gore, expresidente de los Estados Unidos, productor del documental y quien también oficia de narrador aparece en reiteradas oportunidades utilizando el Treo 650.